# Muraszemenye
Muraszemenye is een plaats (község) en gemeente in het Hongaarse comitaat Zala. Muraszemenye telt 652 inwoners (2001).